# Giorgio Cracco
Giorgio Cracco (Valdagno, 15 gennaio 1934) è uno storico e medievista italiano.

## Biografia
Laureato all'Università di Padova, dove era stato studente del Collegio Don Mazza, e diplomato alla Scuola vaticana di paleografia diplomatica e archivistica, ha insegnato storia medievale, storia del Cristianesimo e della Chiesa nelle università di Padova e Torino. Ha diretto l'Istituto storico italo-germanico di Trento ed è socio dell'Accademia Nazionale dei Lincei. È stato sposato con la storica Lellia Cracco Ruggini.

## Opere principali
- Società e stato nel medioevo veneziano: secoli 12.-14, Firenze, Olschki, 1967
- Venezia nel Medioevo: dal secolo 11º al secolo 14º: un altro mondo, Torino, UTET, 1986
- Nato sul mezzogiorno: la storia di Ezzelino, Vicenza, Neri Pozza, 1995
- Tra Venezia e terraferma: per la storia del Veneto regione del mondo, Roma, Viella, 2009
- Il grande assalto: storia di Ezzelino, anche Dante la raccontò, Venezia, Marsilio, 2016